# Webb (Iowa)
Webb es una ciudad ubicada en el condado de Clay en el estado estadounidense de Iowa. En el Censo de 2010 tenía una población de 141 habitantes y una densidad poblacional de 108,66 personas por km².

## Geografía
Webb se encuentra ubicada en las coordenadas 42°56′59″N 95°0′47″O / 42.94972, -95.01306. Según la Oficina del Censo de los Estados Unidos, Webb tiene una superficie total de 1.3 km², de la cual 1.3 km² corresponden a tierra firme y (0%) 0 km² es agua.

## Demografía
Según el censo de 2010, había 141 personas residiendo en Webb. La densidad de población era de 108,66 hab./km². De los 141 habitantes, Webb estaba compuesto por el 99.29% blancos, el 0.71% eran afroamericanos, el 0% eran amerindios, el 0% eran asiáticos, el 0% eran isleños del Pacífico, el 0% eran de otras razas y el 0% pertenecían a dos o más razas. Del total de la población el 0% eran hispanos o latinos de cualquier raza.